# Stefano Lavarini
Stefano Lavarini (Omegna, 17 gennaio 1979) è un allenatore di pallavolo italiano, tecnico del Pro Victoria e commissario tecnico della Polonia.

## Carriera
Stefano Lavarini inizia la carriera da allenatore nella squadra della propria città natale, come assistente nelle formazioni giovanili che guidate da Paolo Cerutti e Luciano Pedullà conquistano fra il 1995 e il 1997 un titolo nazionale under 16 e due under 18, e in prima divisione.
Nella stagione 1999-00 segue Pedullà all'AGIL di Trecate, dove è impegnato sia nell'attività della prima squadra (dapprima in Serie A2 e quindi in A1) sia in quella giovanile nei campionati minori; dopo quattro annate al club novarese, che nel frattempo ha spostato sede e campo di gioco nel capoluogo, nel 2003 si trasferisce in Liguria per allenare lo Spezia in Serie C.
Nell'annata 2004-05 torna in Piemonte, accettando la proposta del Chieri. Inizialmente gli viene assegnata la guida della formazione under 15 che guida al titolo nazionale di categoria; nell'annata seguente, oltre a proseguire l'attività con l'under 16, che bissa il tricolore della stagione precedente, viene nominato vice di Giovanni Guidetti in prima squadra, affiancandolo nelle ultime due stagioni sulla panchina del club torinese.
Grazie al suo lavoro in ambito giovanile, nel 2007 viene chiamato dalla Federazione Italiana Pallavolo al Club Italia, collegiale permanente per la formazione delle giovani atlete italiane impegnato nel campionato di Serie B1, dove rimane per tre stagioni durante le quali è inoltre dapprima vice di Marco Mencarelli alla guida della Nazionale under 19 con cui si aggiudica il campionato europeo under 19 2008 e quindi Commissario Tecnico della Nazionale Cadette.
Nella stagione 2010-11 viene ingaggiato dal Bergamo, in Serie A1; dapprima assistente tecnico di Davide Mazzanti, con cui conquista il tricolore, nell'annata seguente passa alla guida della formazione under 18 che disputa la Serie B1, ma già nella stagione 2012-13 viene promosso allenatore della prima squadra, esordendo così nel massimo campionato italiano. Rimane sulla panchina bergamasca per cinque stagioni, conquistando la Coppa Italia 2015-16.
Nella stagione 2017-18, dopo sette anni complessivi in terra orobica, si trasferisce in Brasile diventando allenatore del Minas, club di Belo Horizonte impegnato in Superliga Série A: nelle due annate alla guida del club mineiro si aggiudica due titoli statali, una Coppa del Brasile, uno scudetto (premiato anche come miglior allenatore) e due edizioni consecutive del Campionato sudamericano per club.
Nel 2019 viene ingaggiato anche come Commissario Tecnico della Corea del Sud conquistando il pass per Tokyo 2020; l'incarico termina alla fine del 2021.
Nella stagione 2019-20 torna nel massimo campionato Italiano, ingaggiato dalla UYBA, mentre in quella successiva fa ritorno dopo quasi 20 anni all'AGIL, stavolta come primo allenatore. Nel gennaio 2022 viene inoltre nominato nuovo commissario tecnico della nazionale polacca, con cui conquista il bronzo alla Volleyball Nations League nel 2023, nel 2024 e nel 2025. Dopo un triennio in Piemonte, nel campionato 2023-24 approda nella Sultanlar Ligi turca per allenare il Fenerbahçe, con cui conquista la coppa nazionale e lo scudetto. Nella stagione 2024-25 torna in Serie A1, sulla panchina della Pro Victoria.

## Palmarès

### Club
- Campionato brasiliano: 1

2018-19
- Campionato turco: 1

2023-24
- Coppa Italia: 1

2015-16
- Coppa del Brasile: 1

2019
- Coppa di Turchia: 1

2023-24
- Campionato sudamericano per club: 2

2018, 2019

### Nazionale (competizioni minori)
- Campionato europeo under 19 2008, vice allenatore

### Premi individuali
- 2019 - Superliga Série A: Miglior allenatore

## Curiosità
È stato un compagno di classe ai tempi del liceo di Eleonora Lo Bianco, atleta da lui in seguito allenata una volta diventato allenatore di Bergamo.